# Kistopoly
Kistopoly románul: Topolovățu Mic, falu Romániában, a Bánságban, Temes megyében.

## Fekvése
Nagytopoly déli szomszédjában, a Béga csatorna bal partján fekvő település.

## Története
Kistopoly, Kis-Topolovecz, a 19. század első felében települt.
Az 1783-as térképen még csak egy Topolovecz van feltüntetve. 1838-ban 3 3/8 egész jobbágytelket írtak benne össze.
1848-ig a kamara volt a földesura. A 20. század elején az államkincstár volt a helység határának legnagyobb birtokosa.
A trianoni békeszerződés előtt Temes vármegye Temesrékasi járásához tartozott.
1910-ben 349 lakosából 95 magyar, 11 német, 239 román volt. Ebből 78 római katolikus, 24 református, 243 görög keleti ortodox volt.

## Források

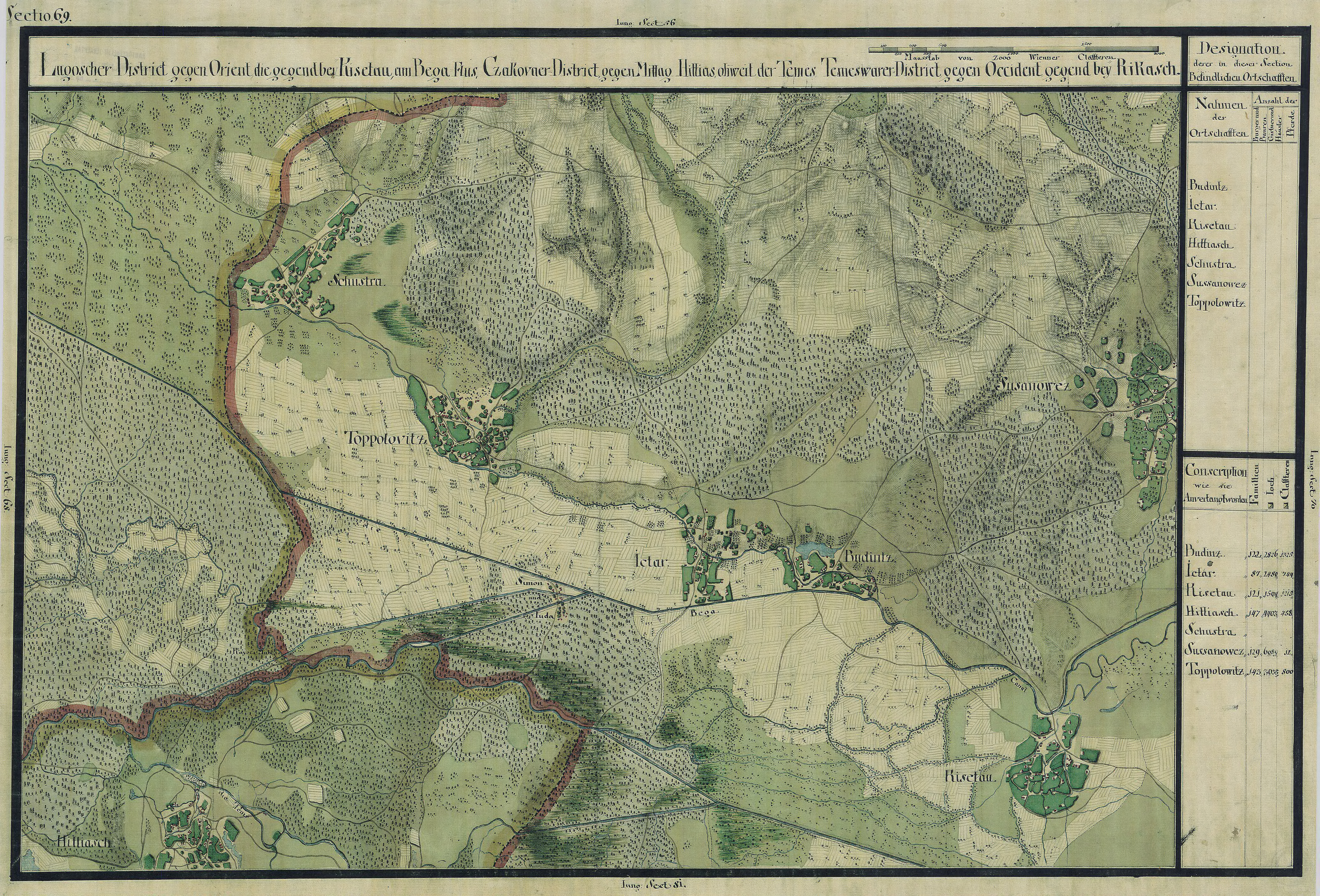
Kistopoly egy régi térképen